# Medos (trácios)
Os medos foram uma tribo trácia que ocupou a área entre a Peônia e a Trácia, no limite sudoeste da Trácia, ao longo do curso médio do rio Estrimão e o alto do rio Nestos (atualmente Mesta); sua capital era Janforina. O rei trácio Sitalces reconheceu a independência da tribo, junto com outros grupos fronteiriços e beligerantes como os dardânios, os agrianes e os peônios, cujas terras formavam uma zona “neutra” entre os poderes da Trácia, ao leste, e da Ilíria ao oeste, e o Reino da Macedônia se localizava ao sul da Peônia.